# Brauerei Becker
Die Brauerei Gebrüder Becker (auch Brauerei Becker) war von 1877 bis 1998 eine Bierbrauerei in St. Ingbert und zählt mit zu den ältesten Brauereien des Saarlandes, die die Jahre 1906 bis 1918 überlebt haben. Diese Zeitspanne war aus Sicht der Brauereien geprägt durch die Einführung der Zolltarife für Rohstoffbeschaffung und Bierabsatz, die Einführung temporärer Abgaben resp. Steuern, Konjunkturschwankungen im dafür sehr anfälligen Saargebiet (Kohle- und Stahlrevier) und natürlich den Ersten Weltkrieg mit all seinen Auswirkungen.
Der Hauptsitz lag in der Kaiserstraße 170–174. Bis heute prägt der Beckerturm das Stadtbild. Wie die Donnerbräu-Brauerei in Saarlouis exportierte Becker seine verschiedenen Biersorten weltweit.

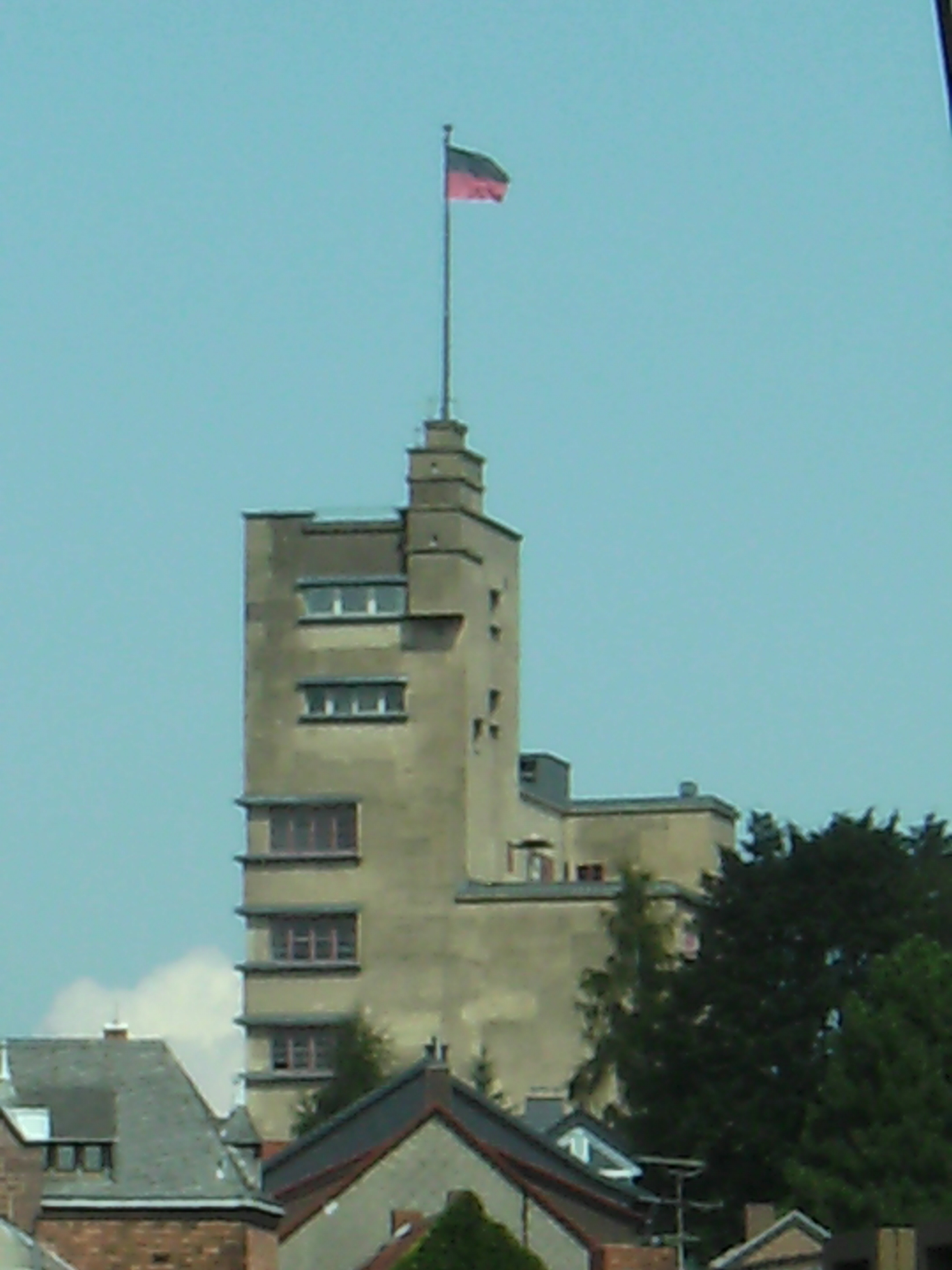
Beckerturm in St. Ingbert

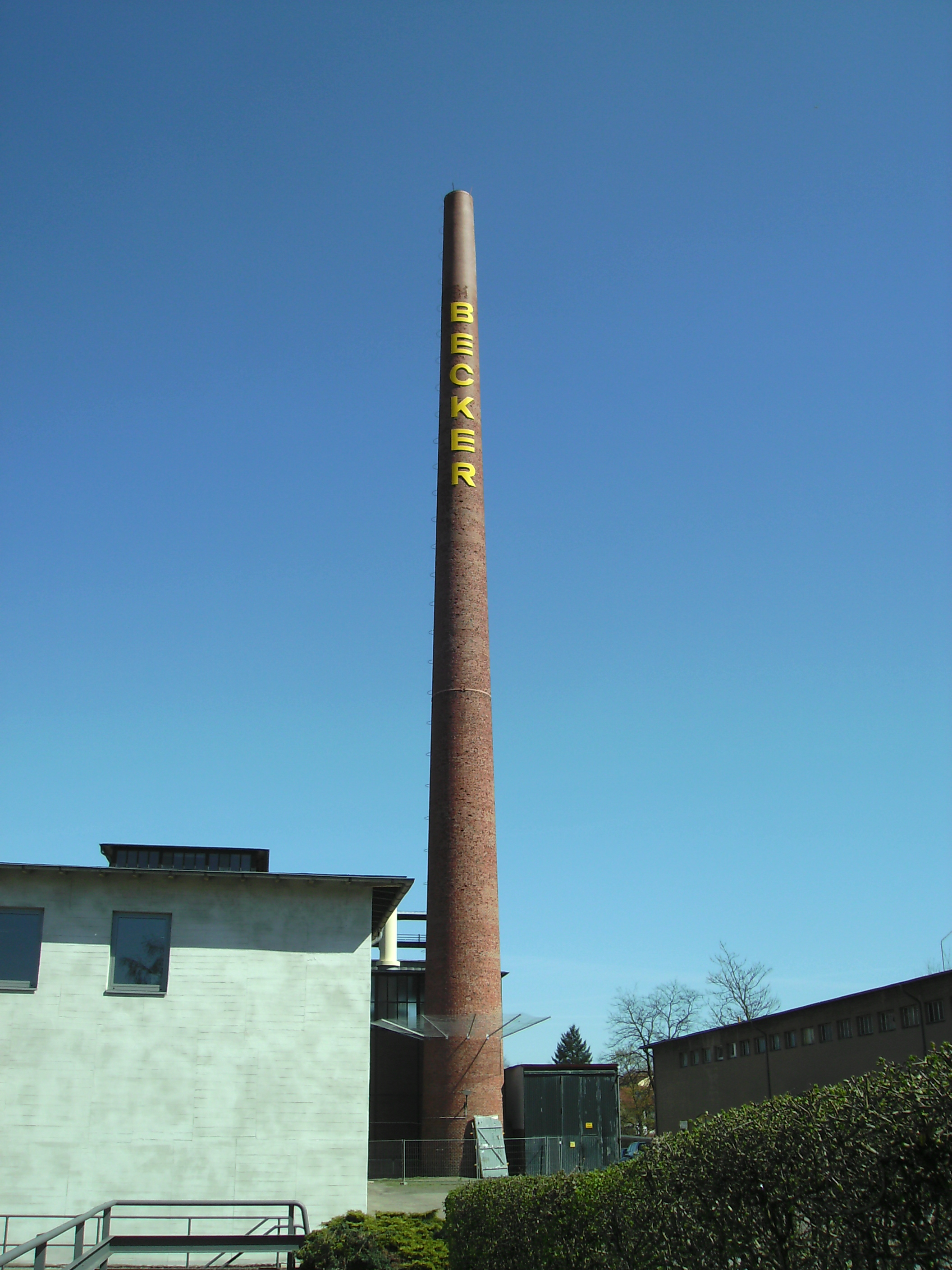
Schornstein der Brauerei Becker, am 27. August 2013 gesprengt

Die Räumlichkeiten der ehemaligen Brauerei in St. Ingbert wurden seit 1998 anderen Bestimmungen zugeführt, so enthält der Beckerturm heute das Saarländische Karnevalsmuseum.

## Eine saarländische Brauerei

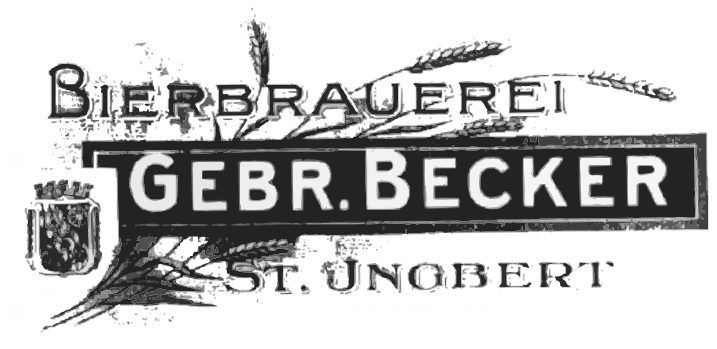
Skizze Briefkopf nach 1920

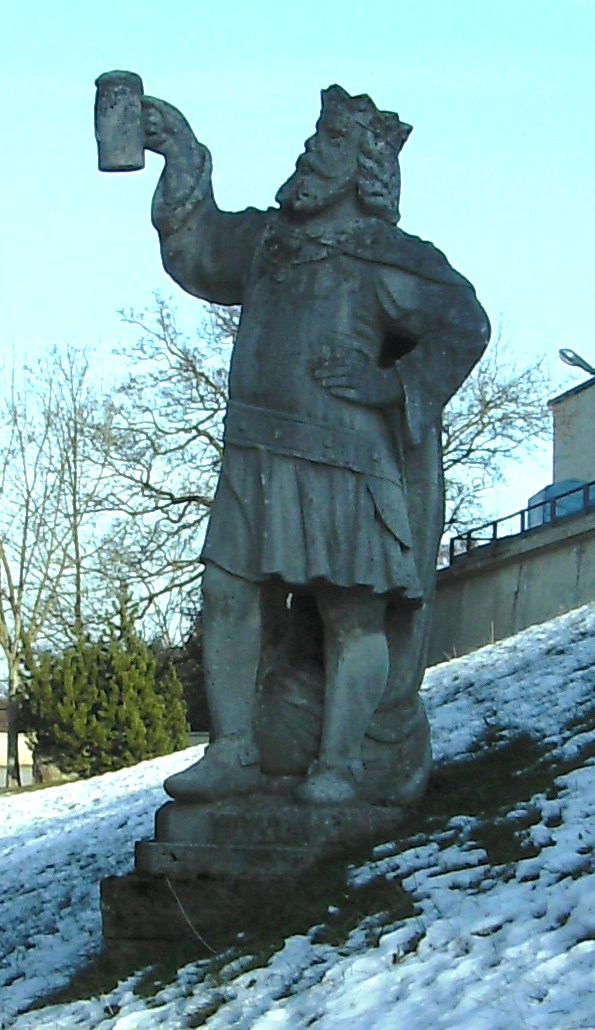
Gambrinus-Figur auf der Zufahrt zur Brauerei Becker

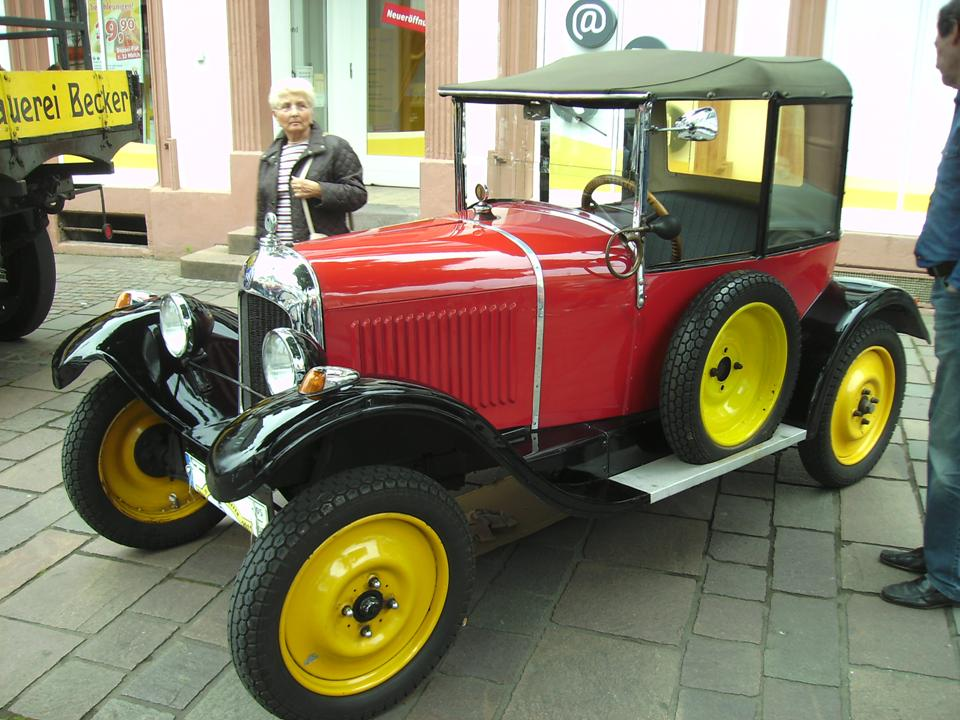
Firmenwagen der Brauerei: Citroën Type C 5 CV Torpedo (ca. 1919–1922)

Ebenso wie bei der „Actienbrauerei Merzig“ (auch Aktienbrauerei Merzig) und der „Actienbrauerei Saarlouis“ (auch Aktien-Brauerei Saarlouis, ABS) handelte es sich nicht um eine ursprüngliche Brauerei des Saargebietes, da selbiges erst durch den Versailler Vertrag vom 28. Juni 1919 mit Wirkung zum 11. Januar 1920 gegründet wurde. Vorher gehörte die Stadt St. Ingbert zur Rheinpfalz, was anschaulich an den damaligen Briefköpfen der Brauerei erkennbar ist, die bis zum 10. Januar 1920 noch den Schriftzug „Rheinpfalz“ tragen.

## Geschichte
1877 ersteigerten die Gebrüder Friedrich, Karl und Georg Becker, Söhne des St. Ingberter Bürgers Friedrich Becker (1819–1891) und seiner Ehefrau Charlotte, geb. Emmerling (1825–1889), die Groß’sche Brauerei in St. Ingbert, die ab dem 1. Oktober 1877 wiedergegründet wurde und unter dem Namen Bierbrauerei Gebrüder Becker firmierte. In den Jahren 1925–1931 errichtete man den Becker-Turm und ein neues Sudhaus. Die Brauerei Becker kaufte 1954 die Donnerbräu GmbH in Saarlouis auf. Diese unterstand schon seit 1950 den Geschäftsführern Peter und Niko Becker. Als Außenstelle wurde im Donnerbräu noch bis 1978 Bier gebraut. 1989 wurde die Brauerei Becker von der Karlsberg Brauerei übernommen. Diese stellte die Produktion in St. Ingbert 1997 ein. Der Braubetrieb wurde zur Karlsberg Brauerei in Homburg verlagert. In St. Ingbert wurde derweil der „Innovationspark am Becker-Turm“ gegründet.
Die Biersorte Becker’s Pils wird bis heute weiterhin produziert.

## Gebrüder Becker – drei Generationen
Betrachtet man die Geschichte der Brauerei, bietet sich eine generationenbezogene Teilung an. Die erste Generation bestand dabei aus den drei Brüdern Friedrich Becker (Brauer), Georg Becker (Küfer) und Karl Becker (Kaufmann), die sich beruflich gut ergänzten und ab dem 1. Oktober 1877 durch die Übernahme der Brauerei Groß, mit einem Ausstoß von rund 800 Hektolitern im Jahr, den Grundstein für den späteren Erfolg der Becker Brauerei legten. Die zweite Generation bildeten die Vetter Fritz Becker (Technische Leitung) und Reinhold Becker (Kaufmännische Leitung). Die dritte Generation wurde durch Peter und Niko Becker gestellt. In ihre Zeit fällt die Übernahme der Donnerbräu Brauerei und, nach dem Tod Peter Beckers, der spätere Verkauf der Brauerei an die Karlsberg.

## Übernahmen
- 1954 Donner-Brauerei GmbH
- 1967 Brauerei Paqué KG[6]

## Biersorten
Die Brauerei baute im Verlauf ihrer Firmengeschichte die Produktpalette aus und baute für die einzelnen Bierprodukte Marken auf. Zu den bekannteren Sorten zählten Beckers Pils, Beckers Extra, Beckers Export, Beckers Bock sowie Beckers Ultra Strong, wobei die letzte Marke nur in Frankreich verwendet wurde. Nach der Übernahme der Donnerbrauerei Saarlouis ließ Becker dort seit den 1970er Jahren Vitamalz in Lizenz brauen.
Die 1836 in St. Wendel gegründete Brauerei Paqué KG steuerte nach der Übernahme die Marken „Wendalinusbräu“, „Felsenkeller“ und „St. Wendeler Bier“ bei, die Donnerbräu, wenn auch nur für kurze Zeit, die eigenen Marken, wie z. B. Donner Pils.